# Мирная конференция в Ниагара-Фолсе

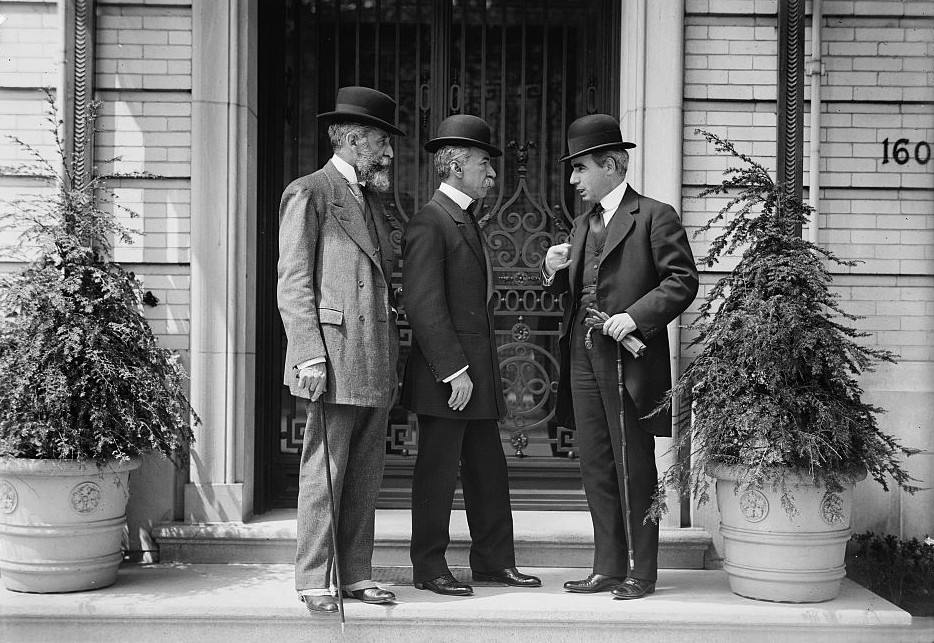
Послы южноамериканских стран на конференции

Мирная конференция в Ниагара-Фолсе, также известная как Конференция Эй-Би-Си (англ. ABC Conference), — дипломатическая конференция, состоявшаяся в мае — июне 1914 года в канадском городе Ниагара-Фолс. В переговорах участвовали представители трёх южноамериканских государств — Аргентины, Бразилии и Чили (так называемых держав Эй-Би-Си). Целью конференции было недопущение войны между США и Мексикой в период Мексиканской революции.
В феврале 1913 года в Мексике произошёл военный переворот, в результате которого власть захватил генерал Викториано Уэрта. С этого момента отношения между Мексикой и США стали стремительно ухудшаться. 9 апреля 1914 года девять американских военных моряков были арестованы мексиканскими властями в Тампико. В ответ на эти действия администрация президента США Вудро Вильсона санкционировала оккупацию мексиканского порта Веракрус, начавшуюся 21 апреля 1914 года. После этого все дипломатические контакты между двумя государствами были разорваны.
Конференция в Ниагара-Фолсе была созвана по инициативе Аргентины, Бразилии и Чили. Делегатами были послы этих стран в США — Ромуло Себастьян Наон (Аргентина), Доминико да Гама (Бразилия) и Эдуардо Суарес Мухика (Чили). США представляли бывший генеральный солиситор Фредерик Леманн и член Верховного суда Джозеф Ламар. Генерал-губернатор Канады устроил для делегатов роскошный приём в отеле Кинг-Эдвард.
Переговоры продолжались в конце мая и в начале июня, но не привели к заключению мира. Соперник Уэрты, Венустиано Карранса, отказался поддержать предложенное участниками конференции создание временного правительства. Впрочем уже в июле 1914 года Викториано Уэрта подал в отставку и бежал из Мексики, что на время стабилизировало американо-мексиканские отношения. В марте 1916 года после нападения Панчо Вильи на Коламбус в штате Нью-Мексико американское правительство снова ввело на территорию Мексики свои войска.